# Jules Verne Trofee

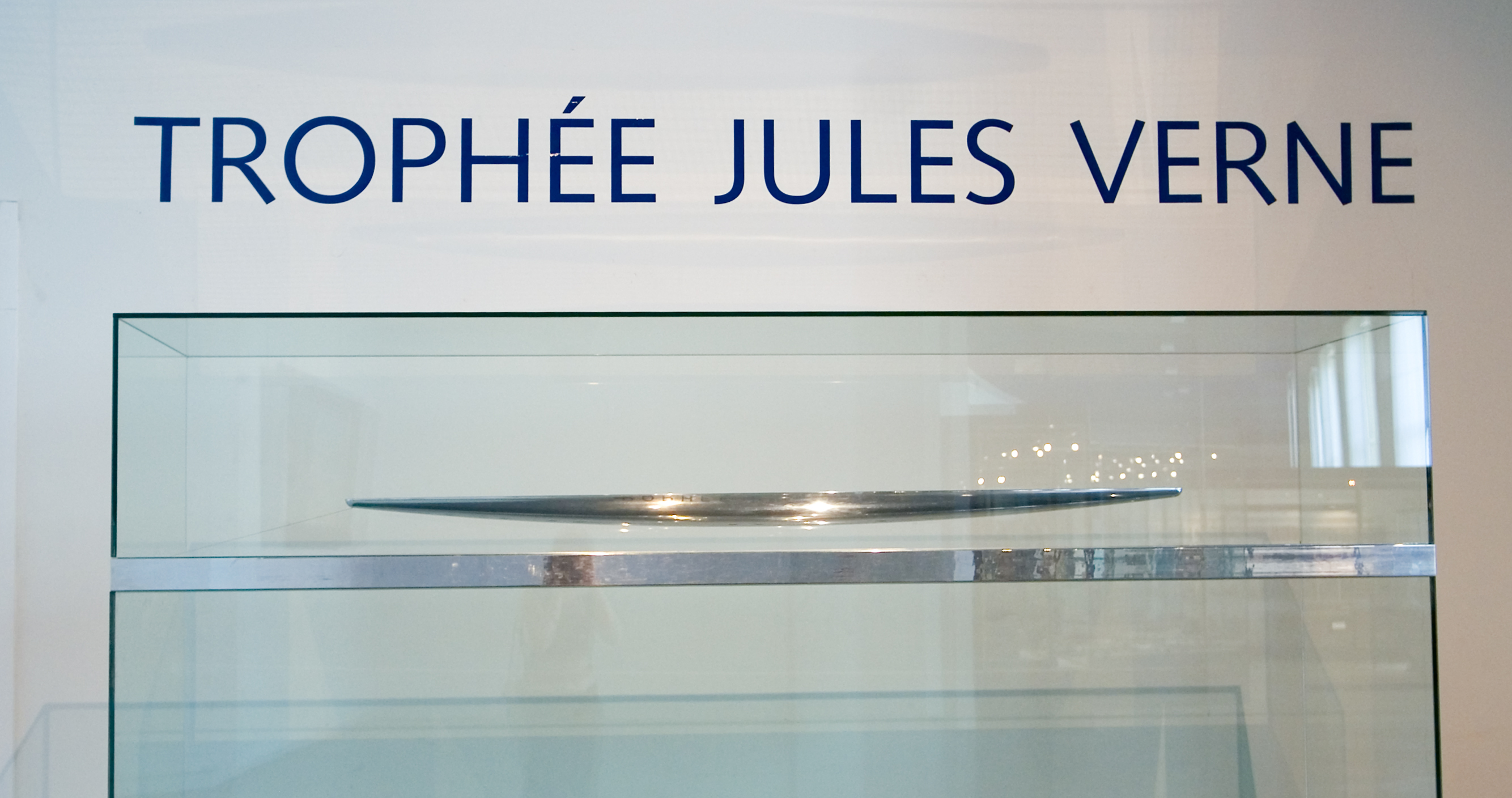
De trofee, tentoongesteld in het National Maritime Museum, Parijs.

De Jules Verne Trofee is een prijs voor het zeilschip dat als snelste rond de wereld vaart, zonder te stoppen. De prijs werd voor het eerst toegekend aan een jacht dat in minder dan tachtig dagen rondzeilde. De trofee is vernoemd naar de Franse auteur Jules Verne en verwijst naar zijn boek De reis om de wereld in tachtig dagen.

## Regels

#### Voorwoord
De wedstrijd werd bedacht door Yves Le Cornec in 1985. De regels werden opgesteld in 1990. Een comité let op de naleving van de regels. Dit comité bestond uit Peter Blake, Florence Arthaud, Jean François Coste, Yvon Fauconnier, Gabrie Guilly, Robin Knox-Johnston, Titouan Lamazou, Yves Le Cornec, Bruno Peyron, Olivier de Kersauson, en Didier Ragot.
De Jules Verne Trofee wordt uitgereikt aan de persoon die de recordtijd voor een reis om de wereld per schip scherper stelt. De winnaar mag de trofee behouden totdat zijn of haar record wordt verbroken.

#### Route
Het startpunt voor de route van de Jules Verne Trofee wordt gedefinieerd door een denkbeeldige lijn tussen de Créac'h vuurtoren op het eiland Ouessant in Frankrijk, en de Lizard vuurtoren in het Verenigd Koninkrijk. De route moet achtereenvolgens gaan langs Kaap de Goede Hoop, Kaap Leeuwin en Kaap Hoorn.

#### Regels
- De scheepsvoortstuwing mag enkel bestaan uit windkracht.
- Er zijn geen regels omtrent de afmetingen van of het type boot.
- De route moet zonder te stoppen worden afgelegd, zonder fysieke hulp van buitenaf.

## Geschiedenis

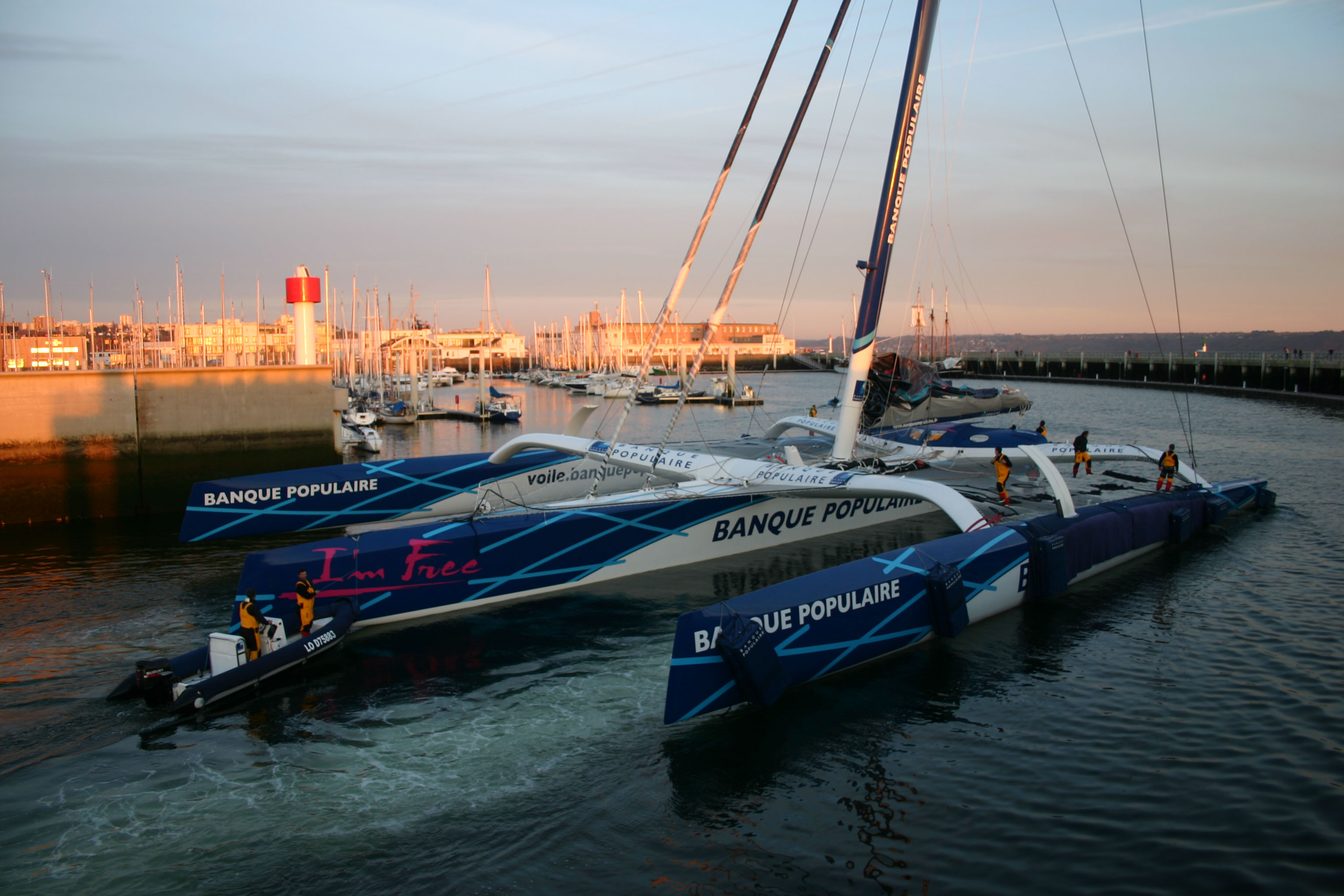
Banque Populaire V (2009), recordhouder sedert januari 2012

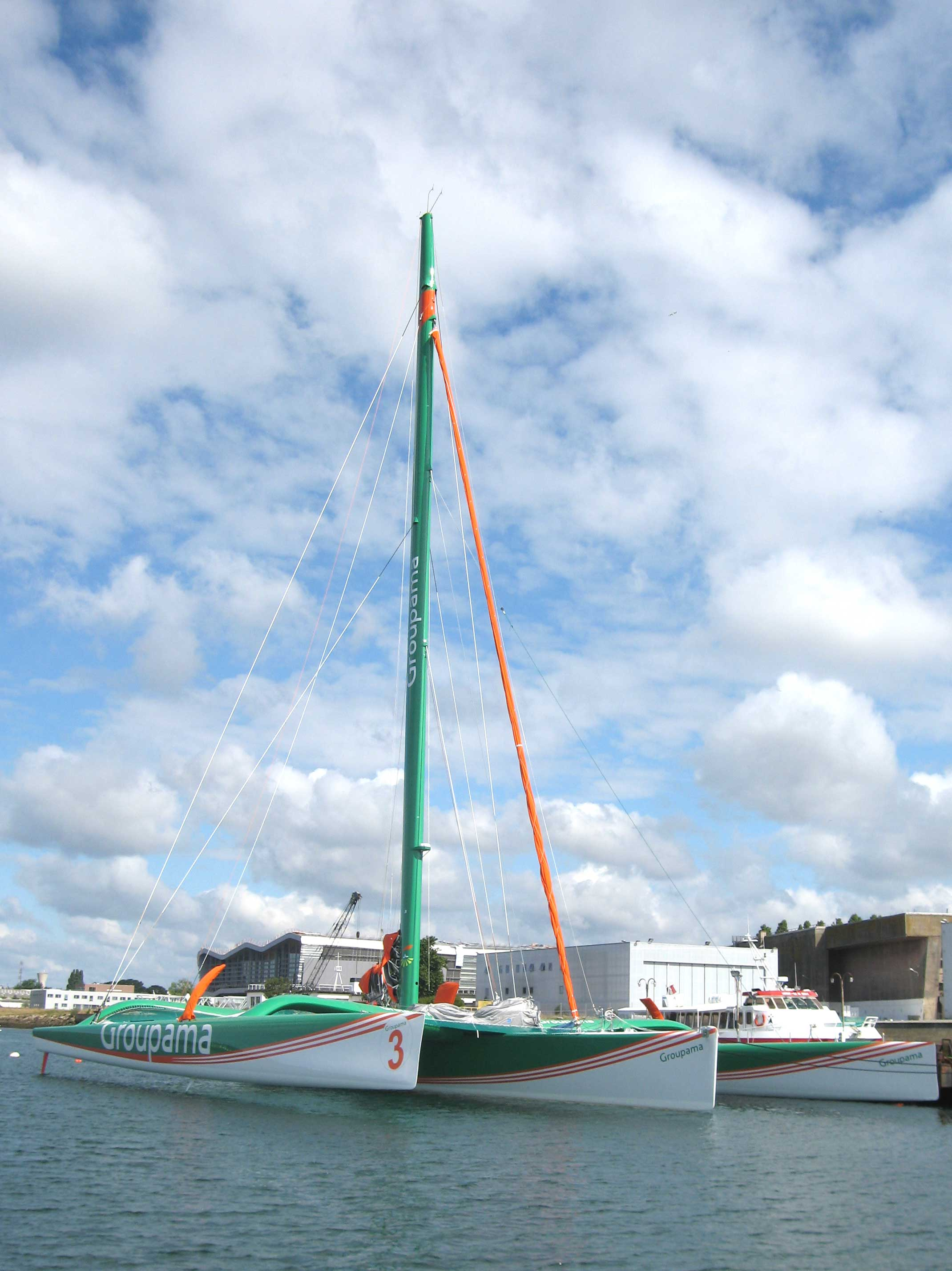
de vorige recordhouder, Groupama 3 (in de haven van Lorient, 2006)

#### Recordhouders
| Jaar               | Zeiler                          | Nationaliteit                     | Jacht              | Tijd                                       |
| ------------------ | ------------------------------- | --------------------------------- | ------------------ | ------------------------------------------ |
| Huidig record      |                                 |                                   |                    |                                            |
| 2017               | Francis Joyon                   | Frankrijk                         | IDEC Sport         | 40 dagen 23 uren 30 minuten en 30 seconden |
| 2012               | Loïck Peyron                    | Frankrijk                         | Banque Populaire V | 45 dagen 13 uren 42 minuten en 53 seconden |
| Voormalige records |                                 |                                   |                    |                                            |
| 2010               | Franck Cammas                   | Frankrijk                         | Groupama 3         | 48 dagen 7 uren 44 minuten en 52 seconden  |
| 2005               | Bruno Peyron                    | Frankrijk                         | Orange II          | 50 dagen 16 uren 20 minuten en 4 seconden  |
| 2004               | Steve Fossett                   | Verenigde Staten                  | Cheyenne           | 58 dagen 9 uren 32 minuten 45 seconden     |
| 2004               | Olivier de Kersauson            | Frankrijk                         | Geronimo           | 63 dagen en 14 uren.                       |
| 2002               | Bruno Peyron                    | Frankrijk                         | Orange             | 64 dagen 8 uren 37 minuten 24 seconden.    |
| 1997               | Olivier de Kersauson            | Frankrijk                         | Sport Elec         | 71 dagen 14 uren 22 minuten 8 seconden.    |
| 1995               | Robin Knox-Johnston Peter Blake | Verenigd Koninkrijk Nieuw-Zeeland | Enza New Zealand   | 74 dagen 22 uren 17 minuten 22 seconden.   |
| 1994               | Bruno Peyron                    | Frankrijk                         | Explorer           | 79 dagen 6 uren 15 minuten 56 seconden.    |

#### Mislukte pogingen
| Jaar | Zeiler                             | Jacht                          | Reden mislukking                                                 |
| ---- | ---------------------------------- | ------------------------------ | ---------------------------------------------------------------- |
| 2011 | Pascal Bidégorry                   | Banque Populaire V             | Boot beschadigd (4 februari)                                     |
| 2008 | Franck Cammas                      | Groupama 3                     | Zijn boot was gekapseisd bij Nieuw-Zeeland.                      |
| 2004 | Bruno Peyron                       | Orange II                      | de romp van zijn schip raakte aan stuurboord beschadigd.         |
| 2004 | Bruno Peyron                       | Orange II                      | beschadigde crashbox aan de stuurboordzijde.                     |
| 2004 | Olivier de Kersauson               | Geronimo                       | beschadigde gennaker                                             |
| 2003 | Olivier de Kersauson               | Geronimo                       | voltooide de route, maar niet snel genoeg voor een nieuw record. |
| 2003 | Ellen MacArthur                    | Kingfisher II - ex Orange      | gebroken mast                                                    |
| 2002 | Olivier de Kersauson               | Geronimo                       | beschadigd roer                                                  |
| 2002 | Bruno Peyron                       | Orange (Innovation Explorer)   | beschadigde mast                                                 |
| 1998 | Tracey Edwards                     | Royal et SunAlliance (ex ENZA) | gebroken mast                                                    |
| 1996 | Olivier de Kersauson               | Sport-Elec (ex Charal)         | enorme vertraging                                                |
| 1995 | Olivier de Kersauson               | Sport-Elec (ex Charal)         | extreme weersomstandigheden                                      |
| 1994 | Olivier de Kersauson               | Lyonnaise des Eaux             | voltooide de route, maar niet snel genoeg voor een nieuw record. |
| 1993 | Peter Blake en Robin Knox-Johnston | ENZA New Zealand               | beschadigde wand                                                 |
| 1993 | Olivier de Kersauson               | Charal                         | beschadigde wand.                                                |

Alle boten waren catamarans, alleen de Sport-Elec, ex-Lyonnaise des Eaux, ex-Charal, Groupama 3, Geronimo en Banque Populaire V waren trimarans.
Evenementen: Admiral's Cup · America's Cup · Audi MedCup · Cowes Week · Extreme Sailing Series · Kieler Woche · Louis Vuitton Cup · Olympische Spelen · RC44 Championship Tour · Ronde om Texel · 52 Super Series · Vintage Yachting Games · WK Zeilen

Oceaanwedstrijden: Barcelona World Race · Bermuda Race · Cape to Rio Yacht Race · Fastnet Race · Jules Verne Trofee · Mini Transat · OSTAR/Transat · Route du Rhum · Solitaire du Figaro · Sydney to Hobart Yacht Race · Transat Jacques Vabre · Transpacific Yacht Race · Velux 5 Oceans Race · Vendée Globe · Volvo Ocean Race